# PLACE (織田かおりのアルバム)
『PLACE』（プレイス）は織田かおりの1枚目のオリジナルアルバム。2013年2月6日、ティームエンタテインメントから発売された。

## 概要
歌手活動6年目にして個人名義としての初のアルバムだったことから、織田はこのことについて驚愕しており、「自分でもちょっと思いました。お話をいただいた時は正直ビックリしました」という。新曲4曲中3曲は自身による作詞。

## 収録曲
1. PLACE（新曲）
作詞：織田かおり、作曲・編曲：尾澤拓実
2. Brilliant World（ニンテンドーDS用ソフト「ルミナスアーク」主題歌）
作詞：三井ゆきこ、作曲：三留一純、編曲：光田康典・景山将太
3. 永遠の一秒（PSP用ソフト「AMNESIA LATER」 エンディングテーマ）
作詞：rino、作曲：増谷賢、編曲：戸田章世
4. Promise（新曲）　
作詞：織田かおり、作曲：安永龍平、編曲：吉川ノリスケ（TWINPOWER）
5. My Destiny（「AMNESIA ドラマCD ～AMNESIA OF THE DEAD～」 テーマソング）
作詞：rino、作曲・編曲：東タカゴー
6. 水鏡（PSP用ソフト「L.G.S ～新説 封神演義～」 エンディングテーマ）
作詞：高橋麗子、作曲：増谷賢、編曲：戸田章世
7. No sing, No life（新曲）
作詞：mao、作曲：小野貴光、編曲：吉川ノリスケ（TWINPOWER）
8. 世界の果てで（PSP用ソフト「L.G.S ～新説 封神演義～」二期 オープニングテーマ）
作詞：高橋麗子、作曲・編曲：MANYO
9. 日の当たる場所へ（PSP/ニンテンドー3DS用ゲームソフト「アンチェインブレイズ エクシヴ」 エンディングテーマ）
作詞・作曲・編曲：なるけみちこ】
10. 本気の嘘（Ver. true heart）（PSP用ソフト「ワイルドアームズ クロスファイア」 オープニングテーマ）
作詞：なるけみちこ、作曲・編曲：上松範康（Elements Garden）
11. 始まりの記憶（PSP用ソフト「AMNESIA LATER」 オープニングテーマ）
作詞：rino、作曲・編曲：安瀬聖
12. Emotional（新曲）
作詞：織田かおり、作曲：小野貴光、編曲：吉川ノリスケ（TWINPOWER）
13. Calling（TVアニメ「バッカーノ!」エンディングテーマ）　
作詞・作曲・編曲：梶浦由記